# Kimito
Kimito (/t̠ʃimito/), or Kemiö (Error using {{IPA symbol}}: "ˈkemiø" not found in list) in Tiếng Phần Lan, là một đô thị của Phần Lan. Đây là một trong 4 đô thị nằm trên đảo Kimito, (sv:Kimitoön, fi:Kemiönsaari), các đô thị kia là Västanfjärd, Dragsfjärd và Halikko.
Vị trí ở tỉnh của Tây Phần Lan thuộc vùng Tây Nam Phần Lan. Đô thị này có dân số 3.301 (thời điểm ngày 31 tháng 12 năm 2004)và diện tích 320,17 km² (trừ phần mặt biển) trong đó có 2,29 km² là mặt nước nội địa. Mật độ dân số là 10,38 người trên mỗi km².
Đô thị này sử dụng hai ngôn ngữ với đa số dùng tiếng Thụy Điển và thiểu số sử dụng tiếng Phần Lan.